# Державний кордон Пакистану

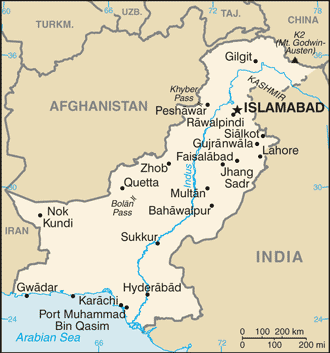
Карта Пакистану

Державний кордон Пакистану — державний кордон, лінія на поверхні Землі та вертикальна поверхня, що проходить по цій лінії, що визначають межі державного суверенітету Пакистану над власними територією, водами, природними ресурсами в них і повітряним простором над ними.

## Сухопутний кордон
Загальна довжина кордону — 7257 км. Пакистан межує з 4 державами. Уся територія країни суцільна, тобто анклавів чи ексклавів не існує.
Ділянки державного кордону
| Держава    | Ділянка         | Довжина (км) | Прикордонні регіони | Примітки |
| ---------- | --------------- | ------------ | ------------------- | -------- |
| Афганістан | захід           | 2670         |                     |          |
| КНР        | північ          | 524          |                     |          |
| Індія      | схід            | 2912         |                     |          |
| Іран       | південний захід | 959          |                     |          |

## Морські кордони
Пакистан на півдні омивається водами Аравійського моря Індійського океану. Загальна довжина морського узбережжя 1046 км. Згідно з Конвенцією Організації Об'єднаних Націй з морського права (UNCLOS) 1982 року, протяжність територіальних вод країни встановлено в 12 морських миль (22,2 км). Прилегла зона, що примикає до територіальних вод, в якій держава може здійснювати контроль, необхідний для запобігання порушень митних, фіскальних, імміграційних або санітарних законів, простягається на 24 морські милі (44,4 км) від узбережжя (стаття 33). Виключна економічна зона встановлена на відстань 200 морських миль (370,4 км) від узбережжя. Континентальний шельф — 200 морських миль (370,4 км) від узбережжя, або до континентальної брівки (стаття 76).

## Спірні ділянки кордону

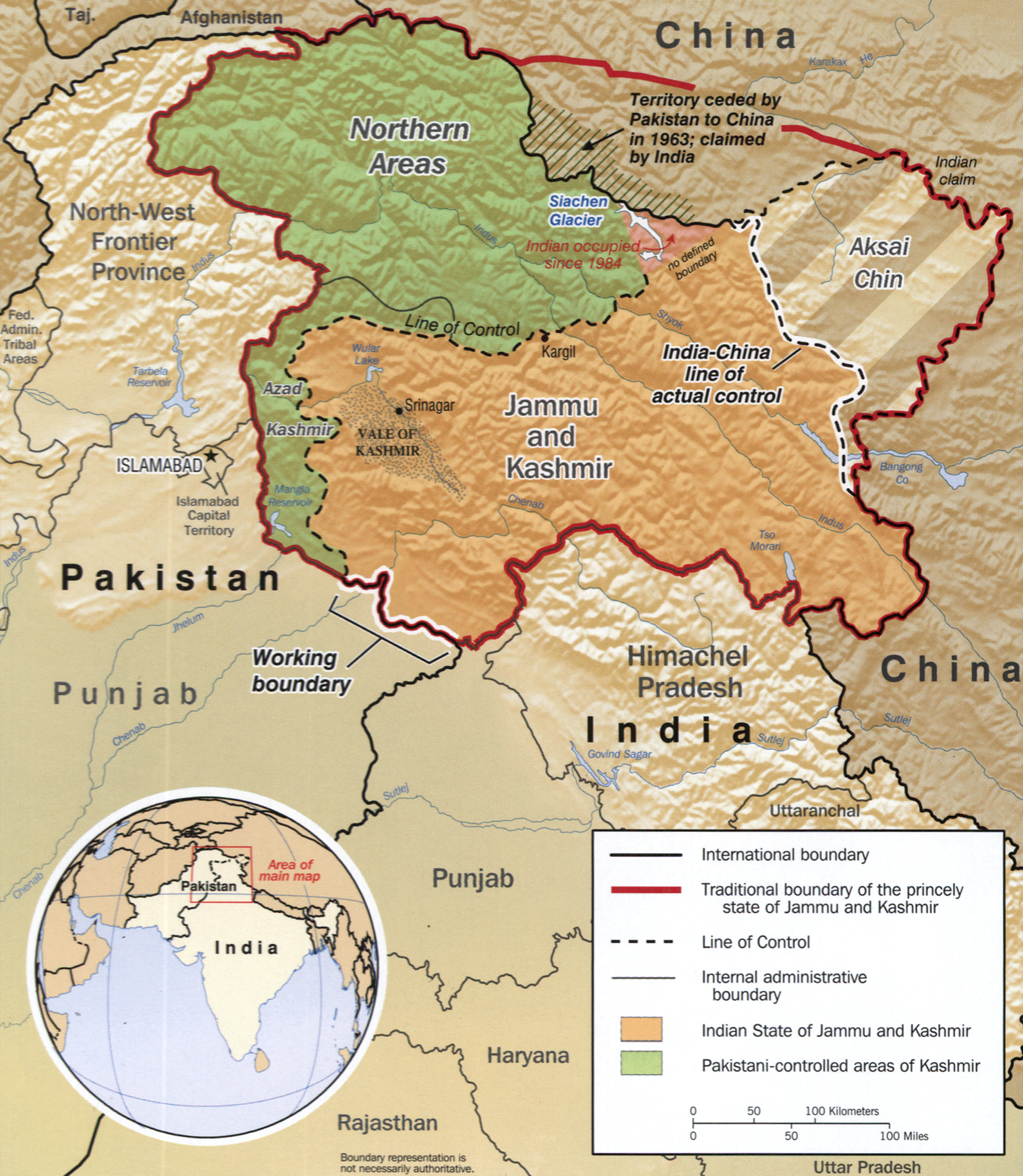
Спірні території Кашміру